# Cuba ai Giochi della XXXIII Olimpiade
Cuba ha partecipato ai Giochi della XXXIII Olimpiade che si sono svolti a Parigi dal 26 luglio all'11 agosto 2024, con una delegazione di 61 atleti, 34 uomini e 27 donne.
I portabandiera alla cerimonia di apertura sono stati Mijain Lopez e Idalys Ortiz.

## Medagliere

### Medaglie
| Medaglia | Nome               | Sport       | Evento                      |
| -------- | ------------------ | ----------- | --------------------------- |
| Oro      | Mijaín López       | Lotta       | Lotta greco-romana - 130 kg |
| Oro      | Erislandy Álvarez  | Pugilato    | Pesi leggeri maschile       |
| Argento  | Yusneylys Guzmán   | Lotta       | 50 kg femminile             |
| Bronzo   | Arlen López        | Pugilato    | Pesi medi maschile          |
| Bronzo   | Gabriel Rosillo    | Lotta       | Lotta greco-romana - 97 kg  |
| Bronzo   | Luis Orta          | Lotta       | Lotta greco-romana - 67 kg  |
| Bronzo   | Yarisleidis Cirilo | Canoa/kayak | C1 200 metri femminile      |
| Bronzo   | Rafael Alba        | Taekwondo   | +80 kg maschile             |
| Bronzo   | Milaimys Marín     | Lotta       | 76 kg femminile             |

## Delegazione
| Sport              | Uomini | Donne | Totale |
| ------------------ | ------ | ----- | ------ |
| Atletica leggera   | 7      | 11    | 18     |
| Beach volley       | 2      | 0     | 2      |
| Canoa/kayak        | 1      | 2     | 3      |
| Canottaggio        | 1      | 1     | 1      |
| Ciclismo           | 0      | 1     | 1      |
| Judo               | 2      | 2     | 4      |
| Lotta              | 8      | 2     | 10     |
| Nuoto              | 1      | 1     | 2      |
| Pugilato           | 5      | 0     | 5      |
| Pentathlon moderno | 1      | 0     | 1      |
| Sollevamento pesi  | 0      | 2     | 2      |
| Taekwondo          | 1      | 1     | 2      |
| Tennistavolo       | 2      | 1     | 3      |
| Tiro               | 2      | 2     | 4      |
| Tiro con l'arco    | 1      | 0     | 1      |
| Tuffi              | 0      | 2     | 2      |
| Totale             | 34     | 27    | 61     |